# Berberis tschonoskyana
Berberis tschonoskyana är en berberisväxtart som beskrevs av Eduard August von Regel. Berberis tschonoskyana ingår i släktet berberisar, och familjen berberisväxter. Inga underarter finns listade i Catalogue of Life.